# Dichromothericles luteovittatus
Dichromothericles luteovittatus är en insektsart som beskrevs av Marius Descamps 1977. Dichromothericles luteovittatus ingår i släktet Dichromothericles och familjen Thericleidae. Inga underarter finns listade i Catalogue of Life.